# Сејач (слика Ван Гога)
Сејач (хол. De zaaier) слика је, коју је насликао Винсент ван Гог 1889. године техником уља на платну. Налази се у Ван Гоговом Музеју у Амстердаму. Ова слика се насликана по угледу на слику Жана Франсоа Мијеа из 1850. године јер је он био велики идол Винсенту. Насликана је почетком осамдесетих година 19. века. Сликао је претежно религиозне теме и ова слика је једна од њих. Сејач је као Божји изасланик на Земљи.

## Постимпресионизам
Овај период у уметности је трајао од 1886. године до 1892. године, или од Ван Гога до Гогена. Настао је из импресионизма, а био је претеча експресионзима и веома утицао на његов развој. Циљеви овог новог тадашњег правца у уметности су били да се врати пиктурална форма, да се нагласи декоративна организација композиције и да се свесно претера у изгледу природе ради презентације емоционалног одоса. Ван Гогов рад спада у постимпресионизам.

## О делу
Ова слика насликана је техником уља на платну. На слици је сејач који је на својој њиви у раним јутарњим часовима. У позадини излазак сунца. На овој слици се види Ван Гогова опседнутост природом. Јасно се види јапански утицај, али такође и импресионистички.
Овај Холанђанин и сам каже да он овом сликом упућује на повезаност сељака са слике и сељака из Новог завета. Ван Гог се надао да ће његов рад пружити утеху духовно и друштвено потлаченима. Насликао више слика где су сељак и сетва као централни мотив.
Ван Гог је насликао ову слику као велики обожаватељ познатог сликара Жана Франсоа Мије и његовог дела Сејач. Тема га је окупирала током његове уметничке каријере, тако да је ову слику насликао неколико пута. Чак је о њој и писао у својим писмима која је слао брату Теу.Та писма се и данас могу наћи у Ван Гоговом Музеју у Амстердаму у колекцији Писма-уметност и контекст. У писму брату је написао како је заузет сликањем ове слике, послао му скицу слике графитном оловком и у опис ставио са огромним лимун жутим диском као сунцем. То писмо је послао 1888. док је сликао ову слику у Алресу.
Добио је идеју да модернизује ову слику из 1850. Није хтео да буде тамна, сива и са мало боје као Мијеова, већ да има јарке боје и оштар контраст. Сва пажња је усмерена ка пољу и земљаним бојама и дебело нанесеним слојевима плаво-љубичасте и наранџасте. Сејач ради свој посао, а сликом доминира сунце као вечни извор светлости и енергије. Импресиван аспект ове слике је да иза сељака који сеје орану земљу и даље може да се види зрео кукуруз. Ово се односи на циклус природе и живота. Тема сељака на њиви такође има и религиозни аспект. Представља сејача на Земљи који сеје Божје речи.
Мотиви за сликање ове слике су узети из живота обичног сељака. У почетку своје каријере Ван Гог је био опседнут и на њега је много утицао  Француз, Жан Франсоа Мије (1841-1875) који је само сликао теме сељака на њиви тј.земљорадника и њиховог простог сељачког живота.
Карактеристика Ван Гогових цртежа од самог почетка је била одређена доза дрвености или укочености. Мишљења о квалитету Ван Гогових цртежа се разликују. Током његовог живота нико га не цени, тек се прославља његов рад када умире.Ван Гог иако се у почетку угледао на Мијеа, успео је да постигне и оствари своју оригиналност са својим светски познатим сликама као што су Звездана ноћ, Кукурузно поље, Сунцокрети, Црвени виноград, Ириси...и на тај начин постане много познатији од свог великог идола Мијеа почетком осамдесетих година 19. века.
Сејача 1888. је насликао после Спаваће собе исте године, а пре Сунцокрета наредне године 1889. Слика је настала док је Ван Гог боравио у душевној болници Сент- Реми. Башта и околина те болнице су касније постали главни делови његових слика.